# 亚尖叶小檗
亚尖叶小檗（学名：Berberis subacuminata）是小檗科小檗属的植物，为中国的特有植物。分布于中国大陆的云南、贵州、湖南等地，生长于海拔1,400米至2,500米的地区，常生于灌丛中、干燥山坡或混交林下，目前尚未由人工引种栽培。